# 埃斯克勒圣皮埃尔
埃斯克勒圣皮埃尔（法語：Escles-Saint-Pierre，法語發音：[ɛskl sɛ̃ pjɛʁ]）是法国瓦兹省的一个市镇，属于博韦区。

## 地理
埃斯克勒圣皮埃尔（49°44'28"N, 1°48'12"E）面积3.37 平方千米，位于法国上法蘭西大區瓦兹省，该省份为法国北部内陆省份，北起索姆省，西接厄尔省和滨海塞纳省，南至塞纳-马恩省和瓦兹河谷省，东临埃纳省。
与埃斯克勒圣皮埃尔接壤的市镇（或旧市镇、城区）包括：富尤瓦、坎康普瓦弗勒济、富尔西尼、莫维莱尔圣萨蒂南、罗梅斯康普。

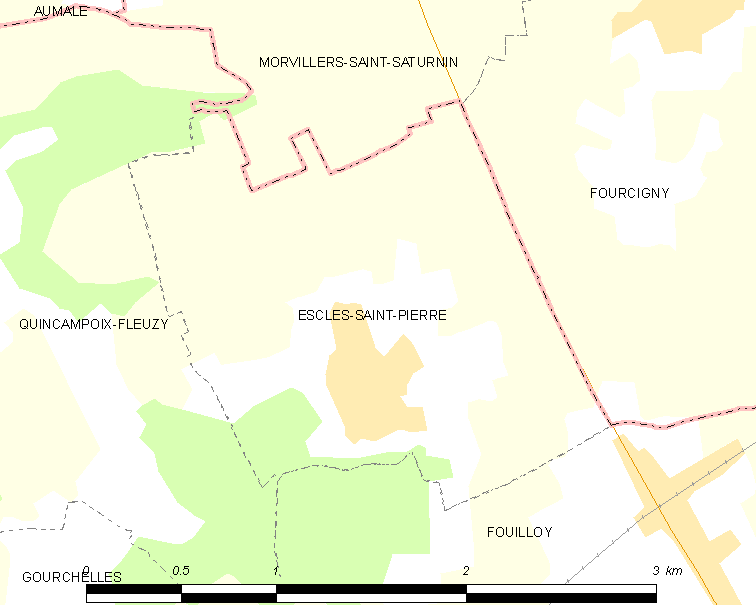
埃斯克勒圣皮埃尔的OSM定位图

埃斯克勒圣皮埃尔的时区为UTC+01:00、UTC+02:00（夏令时）。

## 行政
埃斯克勒圣皮埃尔的邮政编码为60220，INSEE市镇编码为60219。

## 政治
埃斯克勒圣皮埃尔所属的省级选区为格朗维利耶县。

## 人口

1962-2008年间埃斯克勒圣皮埃尔人口变化图示

埃斯克勒圣皮埃尔于2022年1月1日时的人口数量为176人。